# 纳米比亚共产党
纳米比亚共产党（英語：Communist Party of Namibia）是纳米比亚历史上的一个共产主义政党。它一开始被称作雅各布·莫伦加党，因为它于1981年10月3日（雅各布·莫伦加去世74周年纪念日）在安哥拉成立。Rirua Karihangana曾任该党的总书记。
1989年，该党并入纳米比亚社会主义联盟，后者后来又并入联合民主阵线。